# 서울출입국·외국인청
서울출입국·외국인청(-出入國·外國人廳)은 대한민국 법무부의 소속기관이다. 2018년 5월 10일 발족하였으며, 서울특별시 양천구 목동동로 151에 위치하고 있다. 청장은 고위공무원단 나등급에 속하는 일반직공무원으로 보한다.

## 직무
- 내·외국인의 출입국심사
- 외국인의 등록 및 지문찍기
- 출입국사범의 단속·수사·인수 및 외국인에 대한 동향조사
- 체류자격외의 활동을 하는 외국인에 대한 활동중지명령
- 외국인의 거소 및 활동범위의 제한
- 외국인의 준수사항의 결정
- 재외동포 거소신고등에 관한 사항
- 출입국관리기록의 정리와 보관
- 외국인의 보호 및 강제퇴거
- 보호외국인에 대한 분류심사 및 조사
- 보호자에 대한 접견 및 입·출소관리
- 보호자의 경비 및 보호
- 국적취득의 신청, 국적이탈·상실 신고 그 밖의 국적민원 접수 및 실태조사
- 난민인정 결정 및 난민 처우 등에 관한 사항
- 「출입국 관리법 시행령」 별표 1에 따른 외국인의 체류자격 중 거주(F-2), 영주(F-5) 등을 가진 정주외국인 및 귀화자 등의 네트워크 구축·운영 지원에 관한 사항
- 사증발급인정서의 발급 등에 관한 사항
- 기타 내·외국인의 출입국관리에 관한 사항

## 연혁
- 1954년 4월 20일: 외무부 소속으로 김포외무부출장소 설치.[2]
- 1961년 10월 2일: 법무부 소속 김포출입국관리사무소로 개편.[3]
- 1962년 5월 21일: 서울출입국관리사무소로 개편.[4]
- 2006년 5월 3일: 소속기관으로 세종로출장소 설치.[5]
- 2018년 5월 10일: 서울출입국·외국인청으로 개편.[6]

## 관할 구역
- 서울특별시 관악구·광진구·강남구[7]·강동구·동작구·송파구·성동구·서초구·용산구[8]
- 경기도 안양시·과천시·성남시·하남시
- 다만, 국적·난민과장의 분장사항에 대해서는 서울남부출입국·외국인사무소의 관할구역을 추가하고, 이민특수조사대장의 분장사항에 대해서는 서울특별시·인천광역시·대전광역시·세종특별자치시·경기도·강원도·충청북도·충청남도를 관할하며, 서울특별시와 경기도의 외국인투자자·교수·정부초청 과학자 등에 대한 외국인 등록·각종 체류허가 및 신고·사증발급인정서 발급에 관한 사항은 관할 출입국·외국인천 및 출입국·외국인사무소와 동일한 권한을 가진다.

## 조직

### 청장
- 총무과[9]
- 관리과[9]
- 국적과[10]
- 난민과[10][11]
- 사범과[10]
- 조사과[10]
- 이민특수조사대[9]
- 출입국정보화센터[12]
- 전자비자센터[10][13]

### 소속기관
출장소
| 명칭         | 위치                      | 관할구역                                                                  |
| ------------ | ------------------------- | ------------------------------------------------------------------------- |
| 세종로출장소 | 서울특별시 종로구 종로 38 | 서울특별시 은평구·종로구·중구·동대문구·성북구·강북구·도봉구·노원구·중랑구 |